# Griniowka (obwód kurski)
Griniowka (ros. Гринёвка) – wieś (ros. деревня, trb. dieriewnia) w zachodniej Rosji, w sielsowiecie starobielickim rejonu konyszowskiego w obwodzie kurskim.

## Geografia
Miejscowość położona jest 4 km od centrum administracyjnego sielsowietu (Staraja Bielica), 21 km na północny zachód od centrum administracyjnego rejonu (Konyszowka), 79 km na północny zachód od Kurska.
We wsi znajduje się 12 posesji.
Klimat
Miejscowość, jak i cały rejon, znajduje się w strefie klimatu kontynentalnego z łagodnym ciepłym latem i równomiernie rozłożonymi opadami rocznymi (Dfb w klasyfikacji klimatów Köppena).

## Demografia
W 2010 r. wsi nikt nie zamieszkiwał.